# Grande Loge d'Italie
La Grande Loge d'Italie ou Grande Loge d'Italie des maçons libres et acceptés (Gran Loggia d'Italia degli ALAM - Antichi Liberi Accettati Muratori) est une obédience maçonnique mixte italienne fondée en 1910 à la suite d'une scission avec le Grand Orient d'Italie. Cette obédience est connue sous le nom de franc-maçonnerie Piazza del Gesù, en raison de l'adresse de son siège historique, qui se trouvait au 47 Piazza del Gesù. 

## Histoire de la Grande Loge
La Grande Loge d'Italie a été fondée en 1910 à partir de neuf loges du Suprême Conseil du Rite écossais ancien et accepté  qui avait quitté le Grand Orient d'Italie deux ans auparavant pour protester contre l'anticléricalisme de l'obédience. 
En 1912, la conférence internationale des suprêmes conseils réunie à Washington reconnu la GLDI comme héritière du Grand Orient d'Italie fondé en 1805.
La GLDI, comme toutes les obédiences maçonniques fut interdite en 1925 en application de la loi sur les associations du gouvernement Mussolini. Le Suprême Conseil est reconstitué en 1943 et réintègre son siège en 1944 après la libération de Rome.
En 1955, l'obédience devient mixte en acceptant d'initier des femmes.

## Fonctionnement
Son siège historique se trouvait 47 Piazza del Gesù à Rome, il est actuellement situé au Palazzo Vitelleschi, au 3 via San Nicola de Cesarini, à Rome.

### Rite
L'obédience travaille au Rite écossais ancien et accepté. Le grand maître, également grand commandeur du REAA, est Antonio Binni. 

### Relations internationales
En 1965, la Grande Loge d'Italie adhère au CLIPSAS, association international pour la liberté de conscience dans les structures maçonniques. En 2009, l'obédience italienne est l'une des quinze obédiences à signer la déclaration de l’Union Maçonnique de la Méditerranée. La déclaration envisage une association pour les obédiences adogmatiques et libérales en provenance de pays qui bordent la Méditerranée ou de culture méditerranéenne. Dans le cadre de cette association, la Grande Loge d'Italie a, entre autres, organisé en 2009 le colloque « Quels messages peut apporter la franc-maçonnerie aux jeunes générations des pays méditerranéens ? ». 

## Représentation
La Grande Loge compte 9 000 membres répartis en 420 loges dont quelques-unes au Royaume-Uni, au Canada et au Liban. 